# Staroszwedzkie
Staroszwedzkie (ukr. Старошведське, ros. Старошведское, szw. Gammalsvenskby, miejsc. Gammölsvänskbi) – dawna wieś szwedzka na Ukrainie obecnie stanowiąca część wsi Zmijiwka w obwodzie chersońskim.

## Historia
Po podboju Noworosji, w 1782 roku podjęto próbę przesiedlenia tam części Szwedów, żyjących na bałtyckiej wyspie Dago (obecnie Hiuma), od czasów pokoju w Nystad należącej do Rosji. Zdania co do charakteru tych przesiedleń są podzielone, część historyków uważa, że były one wymuszone przez zaborcę, część zaś – że były dobrowolne, motywowane ciężką sytuacją ekonomiczną chłopstwa. W drodze zginęła blisko połowa przesiedlanych. Ponadto, po przybyciu na miejsce przesiedleńcy nie zastali żadnych obiecanych im domostw, skutkiem czego w marcu 1783 roku w Staroszwedzkim mieszkało tylko 135 osób. W późniejszym okresie do wsi przesiedlono także 30 szwedzkich jeńców wojennych.
Pomimo tego, że mogli wybrać sobie nadziały ziemi, koloniści zajmowali się głównie rybołówstwem. We wsi nie było jednak ani pastora, ani nauczyciela. W 1804 roku w najbliższej okolicy powstały trzy wsie niemieckie, które okrążyły osadę szwedzką. W latach 60. XIX wieku rozpoczęła się emigracja ekonomiczna Szwedów do Kanady. W końcu tego wieku odnowiono więzi z macierzą, czego widocznym skutkiem stał się kościół pobudowany w 1885 roku ze składek tamtejszych wiernych. Ponieważ we wsi nie było szwedzkiego pastora, nabożeństwa odprawiał nieznający szwedzkiego niemiecki pastor, używając w tym celu przysłanych ze Szwecji ksiąg liturgicznych. We wsi założono także bibliotekę z woluminami w języku szwedzkim. Choć w szkole językiem wykładowym był język rosyjski, prowadzono także lekcje języka ojczystego oraz katechezy.
I wojna światowa oznaczała ponowne zerwanie więzi ze Szwecją. W tej sytuacji ponowiła się fala emigracji nie tylko do Szwecji, ale także do Kanady. W 1927 roku we wsi żyło 895 potomków pierwszych kolonistów. Wskutek ciężkiej sytuacji ekonomicznej w Szwecji część z emigrantów podjęła decyzję o powrocie, za którym agitowała Szwedzka Partia Komunistyczna. Kiedy 25 sierpnia 1941 roku jednostki Wehrmachtu wkroczyły do wsi, były tam witane jako wyzwoliciele. Odwrót Niemców wiązał się z ewakuacją Szwedów na zachód.
Współcześnie na terytorium dawnej wsi żyje około 200 osób, kultywujących szwedzką tożsamość narodową, w tym około 20 z nich używa języka szwedzkiego. Istnieje stowarzyszenie mieszkańców wsi. Pewną pomoc finansową oferują: szwedzki Kościół oraz samorząd regionu Gotland.